# Iceman (Marvel)
Iceman (Robert "Bobby" Drake) is een fictieve superheld uit de strips van Marvel Comics, en een van de originele vijf leden van de X-Men. Hij werd bedacht door Stan Lee en Jack Kirby, en verscheen voor het eerst in X-Men (vol. 1) #1, (september 1963).
Iceman is een mutant met de gave om vloeistoffen en vocht uit de lucht om hem heen te bevriezen. Ook kan hij zijn lichaam in vast ijs veranderen. Hoewel hij een Omega-level mutant is, heeft Iceman nooit vol gebruikgemaakt van die kracht.
Als een van de originele X-Men is Iceman volop aanwezig in X-Men-stripboeken en andere media.

## Biografie
Robert Drake werd geboren in Floral Park, New York in de Verenigde Staten als de zoon van William Robert Drake en diens vrouw Madeline Beatrice Bass. Als een tiener werd Drake opgemerkt door Professor Charles Xavier, die hem rekruteerde voor zijn school voor mutanten. Hier werd Iceman al snel vrienden met Hank McCoy, alias Beast, en de twee vormden samen de vrolijke noot in het X-Men team. Drake bleef zich er wel van bewust dat hij het jongste lid van het team was. Binnen het team kreeg hij de codenaam Iceman.
Iceman werd uiteindelijk samen met de andere originele X-Men gevangen door het gemuteerde eiland Krakoa. Nadat het nieuwe team van X-Men hen had bevrijd, verliet Iceman de groep. Samen met Angel ging hij naar Los Angeles, waar de twee samen met de helden Hercules, Black Widow en Ghost Rider het team de Champions oprichtten. Dit team was echter geen lang leven beschoren.
Nadat de Champions uit elkaar gingen deed Drake even afstand van zijn leven als superheld om verder te studeren. Hij werd weer fulltime superheld als lid van het team de Defenders, samen met andere voormalige X-Men Beast en Angel. Nadat ook de Defenders uit elkaar gingen, begon Drake met een carrière als accountant.
Alle originele X-Men, waaronder Icemen, werden uiteindelijk gerekruteerd door Cyclops en Jean Grey voor het team X-Factor. Dit team werkte een tijdje los van de X-Men, maar na de Muir Island Saga voegde X-Factor zich weer bij de X-men.
Iceman werd tijdelijk overgenomen door Emma Frost, de voormalige Witte Koningin van de Hellfire Club. Zij gebruikte zijn krachten op manieren die Iceman zelf nooit voor mogelijk had gehouden. Emma Frost geloofde dat Iceman een van de sterkste mutanten op Aarde zou kunnen worden, als hij zijn krachten meer efficiënter gebruikte. Na dit incident verliet Iceman de X-Men, enkel om een onkarakteristieke bocht te nemen als een leider tijdens Operation: Zero Tolerance.
Net als veel andere mutanten onderging Iceman uiteindelijk een tweede mutatie. Hierdoor nam hij permanent zijn ijsvorm aan, en kon niet meer terug veranderen in zijn menselijke gedaante. Deze drastische verandering maakte Iceman zowel verbitterd als moedeloos. Dit verbeterde toen hij een relatie kreeg met Polaris.
Na de gebeurtenissen uit House of M, waarin veel mutanten hun krachten verloren door Scarlet Witch, veranderde Iceman terug in zijn menselijke vorm en meende zijn krachten eveneens te hebben verloren. In werkelijkheid onderdrukte hij ze onbewust. Toen Bobby hierachter kwam was hij weer in staat om in zijn ijsvorm te veranderen. Hij sloot zich aan bij Rogues X-Men team om een nieuwe bedreiging te bevechten.

## Fysieke verschijning
Icemans uiterlijk is sterk veranderd in de loop der jaren. In de eerste X-Men strips zag hij er in zijn ijsvorm uit als een soort sneeuwpop. Als verklaring werd gegeven dat er altijd een laagje vorst vormde op zijn huid als hij zijn krachten gebruikte. In X-Men #8 (1964) leerde Drake hoe hij zijn lichaam kon bedekken met een harde, maar flexibele laag ijs. Dit gaf hem zijn harde, kristalachtige uiterlijk waar moderne lezers meer vertrouwd mee zijn.
Weer later leerde Iceman hoe hij zijn gehele lichaam in een soort organisch ijs kon veranderen. In deze vorm is hij bijna doorschijnend en vrijwel onverwoestbaar, aangezien hij beschadigde lichaamsdelen kan terug laten groeien uit ijs. Na zijn tweede mutatie zat Iceman lange tijd vast in deze vorm, en kon niet meer zijn menselijke gedaante aannemen. Na de gebeurtenissen uit House of M werd dit teruggedraaid.

## Krachten en vaardigheden
Omdat hij een Omega-level mutant is, hebben Icemans krachten zich flink ontwikkeld in de afgelopen jaren. Oorspronkelijk had hij een menselijke, en een ijsvorm. In zijn menselijke vorm had hij de kracht, wendbaarheid en uithoudingsvermogen van een doorsnee atleet van zijn leeftijd en grootte. In zijn ijsvorm namen zijn kracht en uithoudingsvermogen toe.
Volgens de wetten van thermodynamica, is kou in feite de absentie van hitte. Als Iceman iets laat bevriezen produceert hij zelf geen kou, maar adsorbeert de hitte in zijn omgeving. Iceman kan zijn eigen lichaamstemperatuur verlagen zonder dat dit voor hem gevolgen heeft. Hij kan binnen een fractie van een seconde een lichaamstemperatuur van –105 graden Fahrenheit bereiken. Hij kan het vocht in de lucht om hem heen bevriezen tot onnatuurlijk hard ijs om zo ijsbanen in de lucht, projectielen en schilden te vormen. Iceman is immuun voor temperaturen onder het vriespunt.
In het begin was Iceman in staat een soort pantser van dik opeengepakte sneeuw rond zijn lichaam te vormen. Later werd dit een pantser van hard ijs. Toen hij onder controle stond van Emma Frost werden zijn krachten gebruikt op een manier die Iceman zelf nooit voor mogelijk hield, zoals de gave zijn gehele lichamelijke massa te doen versmelten met een rivier en binnen enkele minuten zo enorme afstanden af te leggen. Ook kreeg hij de gave om in organisch ijs te veranderen. In deze vorm namen zijn kracht en uithoudingsvermogen nog verder toe. Toen Emma haar macht over Iceman ophief, was Iceman zelf niet in staat te herhalen wat zij had gedaan. Emma maakte hem duidelijk dat zijn eigen eigenwaarde kwesties het enige waren die hem ervan weerhielden een van de sterkste mutanten op Aarde te worden. Ook vertelde ze hem dat zijn krachten gebaseerd waren op energiemanipulatie, en niet de manipulatie van vocht in de lucht zoals hij zelf altijd dacht. Deze opmerkingen maakten dat Iceman eindelijk waar hij toe in staat was.
Vanaf dat moment gebruikte hij zijn organische ijsvorm in plaats van zijn oude ijspantser. Ook kon hij deze ijsvorm uitrusten met vlijmscherpe punten op zijn schouders, ellebogen, knieën en vuisten. Ook was hij nu in staat om zijn lichaam te hervormen als een deel ervan beschadigd raakte. Hij kon de massa van een grote hoeveelheid water aan zijn eigen lichaamsmassa toevoegen om zo zijn omvang en kracht tijdelijk te vergroten. Hij kon zijn lichaam nu veranderen in een gasvormige toestand, en weer terug.

## Ultimate Iceman
In het Ultimate Marvel universum is Bobby Drake nog maar 15 jaar oud en daarmee de jongste van de originele Ultimate X-Men. Hij rende weg van zijn familie toen de overheid massaal Sentinels inzette om mutanten op te jagen, uit angst dat zijn familie zou omkomen bij zo’n aanval.
In tegenstelling tot zijn tegenhanger uit de standaard strips had Ultimate Iceman nooit het sneeuwpop-uiterlijk, maar beschikte al direct vanaf het begin over zijn bekende ijspantser. Bobby Drake maakte was al vanaf het begin onmisbaar voor zijn team. Hij kon het gehele Ultimates-team stoppen met een enorme ijsmuur, en een aanval van Colonel Wraith en Weapon X afslaan.

## Iceman in andere media

### Televisie
- Iceman was een van de drie hoofdrolspelers in de Spider-Man and His Amazing Friends, waarin zijn stem gedaan werd door Frank Welker. Over zijn verleden wordt echter bijna niets onthuld
- Iceman verscheen in de X-Men animatie serie, met de stem van Dennis Akayama. Hij verscheen in de aflevering "Cold Comfort". Ook wordt hij getoond in veel flashbacks
- Iceman verscheen in de animatieserie X-Men: Evolution, waarin zijn stem gedaan werd door Andrew Francis. Eigenlijk stond Iceman gepland als de achtste X-Men in deze serie, maar deze rol ging naar Spyke. Toen Spyke het team verliet, deed Iceman steeds meer mee.

### Film
Iceman werd gespeeld door Shawn Ashmore in de films X-Men, X2, X-Men: The Last Stand en X-Men: Days of Future Past. In tegenstelling tot zijn tegenhanger uit de strips is de filmversie van Iceman niet een van de eerste X-Men, maar nog een tiener en student op Xaviers school.
- In X-Men heeft Iceman alleen een cameo-optreden in een klaslokaal waar Storm les geeft. Hij bevriest een vlam die door Pyro wordt gemaakt.
- In X2 is Iceman een van de eersten die een relatie begint met Rogue ondanks dat zij niemand kan aanraken. Hij heeft ook een wat ongemakkelijke vriendschap met Pyro. Hij helpt Wolverine te ontsnappen aan William Stryker wanneer die de school binnendringt, waarna ze naar Icemans huis vluchten.
- In X-Men: The Last Stand neemt Iceman voor het eerst intensief deel aan een gevecht als hij samen met wat andere X-men Alcatraz verdedigt tegen Magneto en zijn mutantenbende. Hij vecht tegen zijn oude vriend Pyro, en neemt in dit gevecht voor het eerst zijn ijsvorm aan.
- In X-Men: Days of Future Past strijdt de volwassen Iceman in de eerste tijdlijn samen met enkele andere mutanten tegen de Sentinels om zijn vriendin Kitty Pryde en Bishop te verdedigen. Hij wordt echter onthoofd. In de tweede tijdlijn verdedigt hij Kitty Pryde en Wolverine, maar wordt alweer gedood. In de laatste tijdlijn schijnt hij een relatie te hebben met Rogue, in plaats van Pryde.